# Мелик-Арустамяны
Мелик-Арустамяны — средневековая армянская династия, одна из первых армянских феодальных династий Гардманка, получившая титул мелика.

## История рода

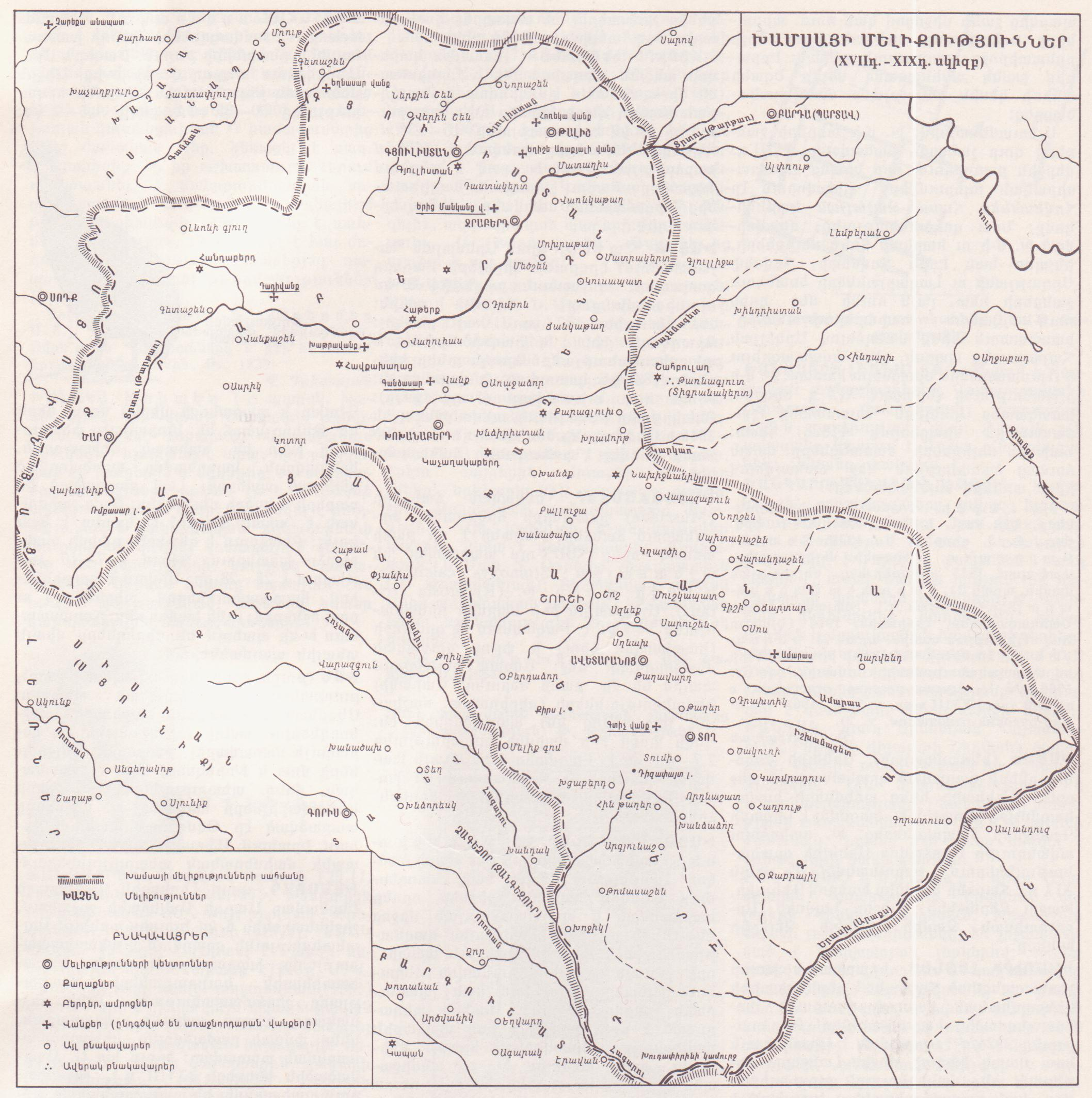
Меликства Хамсы, XVII-XIX века

### Происхождение
Ведут свое происхождение от династии Багратуни, ее младшей ветви - Кюрикянов (вероятно, от ветви из Мацнабердского княжества, или Нор-Бердского княжества).

### История
В XVII веке существовало некрупное армянское княжество, располагавшееся на берегу реки Шамхор, центром которого был город Барсум. Правителями этого меликства были Мелик-Арустамяны (Ростомяны).
Арустамяны из Барсума - одни из первых армянских родов, кто получил титул мелика среди армянских феодалов.
Об основателе династии Мелик-Арустамян, Ростоме, писал историограф Раффи в своем историческом труде «Меликства Хамсы».